# SC Schwarz-Weiß Bregenz (2005)
SC Schwarz-Weiß Bregenz is een Oostenrijkse voetbalclub uit de stad Bregenz, in de westelijke deelstaat Vorarlberg. De vereniging werd op 27 juni 2005 opgericht en heeft zwart-wit als clubkleuren. De thuiswedstrijden worden gespeeld in het ImmoAgentur Stadion, dat vroeger Bodenseestadion heette.

## Geschiedenis
De club werd op 27 juni 2005, snel na het faillissement van Schwarz-Weiß Bregenz, opgericht als SC Bregenz. Op deze manier kon de jeugd van de zwart-witten door blijven voetballen. De huidige club deelt dus niet de geschiedenis met het vroegere SW Bregenz. Het eerste elftal mocht in het eerste seizoen aantreden in de Landesliga Vorarlberg, op het vijfde niveau van Oostenrijk. Vanaf het seizoen 2009/10 draagt de club weer de traditionele kleuren van het vroegere Schwarz-Weiß, op 8 juli 2013 werden ook de naam SC Schwarz-Weiß Bregenz en het logo van de voormalige club uit de Bundesliga overgenomen. 
In 2023 promoveerde SW Bregenz naar de 2. Liga. Na achttien jaar kreeg de stad weer een club in het profvoetbal. 

## Eindklasseringen vanaf 2007
- 2007 1e
Landesliga
- 2008 12e
Regionalliga
- 2009 5e
Regionalliga
- 2010 7e
Regionalliga
- 2011 7e
Regionalliga
- 2012 10e
Regionalliga
- 2013 5e
Regionalliga
- 2014 15e
Regionalliga
- 2015 1e
Landesliga
- 2016 14e
Regionalliga
- 2017 7e
Landesliga
- 2018 6e
Landesliga
- 2019 2e
Landesliga
- 2020 3e
Regionalliga
- 2021 3e
Regionalliga
- 2022 9e
Regionalliga
- 2023 1e
Regionalliga

- Regionalliga
- Landesliga

Tot 2018 stond de 2. Liga als Erste Liga bekend.

## Bekende (oud-)spelers
- Armand Benneker